# Bernard Sallé
Pour les articles homonymes, voir Sallé.
Bernard Sallé est un auteur et réalisateur français né en 1951. Il a écrit des pièces de théâtre, des romans, des livres encyclopédiques, des scénarios de courts-métrages, des reportages. Il a dirigé des troupes de théâtre, formé des comédiens et dirigé des doublages de films. Il vit une partie de l'année à Brazzaville, Congo.